# Zeb-un-Nissa
Zeb-un-Nissa (in persiano زیب النساء مخفی‎, traslitterato anche come Zīb al-nisā, Zebunnisa, Zebunniso, Zebunnissa, Zebunisa, Zeb al-Nissa; Daulatabad, 15 febbraio 1638 – Delhi, 26 maggio 1702) è stata una principessa mogul e la primogenita dell'imperatore Aurangzeb e della sua consorte principale Dilras Banu Begum. Fu anche una poetessa che scriveva sotto lo pseudonimo di Makhfi (مخفی‎, «nascosto»).
Imprigionata da suo padre negli ultimi 20 anni della sua vita nel forte Salimgarh, Delhi, la principessa Zeb-un-Nissa è ricordata come una poetessa e i suoi scritti sono stati raccolti postumi come Diwan-i-Makhfi.

## Biografia

### Nascita
Zeb-un-Nissa («ornamento del genere femminile»), la figlia maggiore del principe Muhi-ud-Din (il futuro imperatore Aurangzeb), nacque il 15 febbraio 1638 a Daulatabad, Deccan, esattamente nove mesi dopo il matrimonio dei suoi genitori. Sua madre, Dilras Banu Begum, era la prima moglie e consorte principale di Aurangzeb, ed era una principessa dell'importante dinastia safavide, la dinastia regnante dell'Iran (Persia). Zeb-un-Nissa era la figlia prediletta di suo padre. Aveva altre quattro sorelle più giovani: Zeenat-un-Nissa, Zubdat-un-Nissa, Badr-un-Nissa e Mehr-un-Nissa.
Discendeva per lignaggio diretto da Gengis Khan e da Tamerlano.

### Istruzione e successi

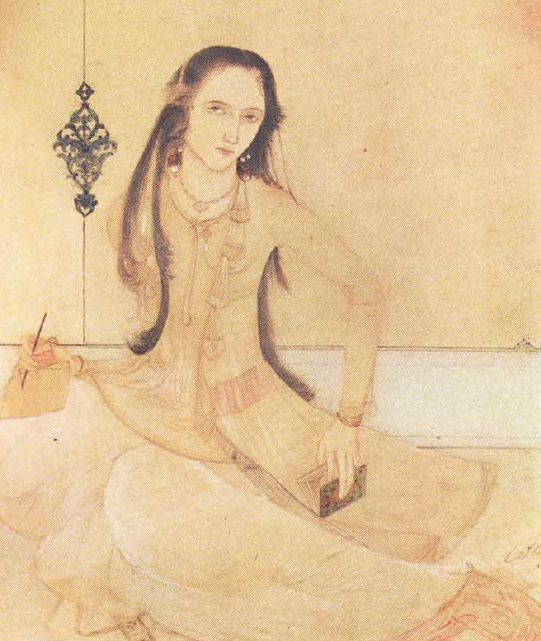
Dipinto di Zeb-un-Nissa di Abanindranath Tagore.

Aurangzeb incaricò Hafiza Mariam, una delle donne della corte, dell'educazione di Zeb-un-Nissa. Zeb-un-Nissa memorizzò il Corano in tre anni e diventò un'hafiza all'età di sette anni. Questa occasione fu celebrata dal padre con una grande festa e con un giorno festivo. La principessa ricevette anche una ricompensa di 30000 pezzi d'oro dal padre. Aurangzeb pagò la principesca somma di 30000 pezzi d'oro all'ustani bi per aver istruito la sua figlia.
Zeb-un-Nissa imparò poi le scienze del tempo con Mohammad Saeed Ashraf Mazandarani, che era anche un grande poeta persiano. Studiò filosofia, matematica, astronomia, letteratura e padroneggiava il persiano, l'arabo e l'urdu. Aveva anche una buona reputazione in calligrafia. La sua biblioteca superava tutte le altre collezioni private e impiegava molti studiosi stipendiati per produrre opere letterarie o per copiare manoscritti per lei. La sua biblioteca era fornita di opere letterarie su ogni argomento, come legge, letteratura, storia e teologia.
Zeb-un-Nissa aveva fama di persona di buon cuore, che aiutava le persone bisognose come vedove e orfani. Inoltre ogni anno inviava pellegrini hajj alla Mecca e Medina. Si interessò anche alla musica e si diceva che fosse la migliore cantante tra le donne del suo tempo.
Per quanto riguarda il suo aspetto, «... è descritta come alta e snella, il suo viso rotondo e di colore chiaro, con due nei, o macchie di bellezza, sulla guancia sinistra. I suoi occhi e i capelli abbondanti erano molto neri, e aveva labbra sottili e denti piccoli. Nel Museo di Lahore c'è un ritratto contemporaneo, che corrisponde a questa descrizione... Nel vestire era semplice e austera; in età avanzata indossava sempre il bianco, e il suo unico ornamento era un filo di perle al collo.» Anche nell'abbigliamento è riportato un suo contributo creativo. «Zeb-un-Nissa ha inventato un indumento femminile noto come Angya Kurti. Questa era una forma modificata dell'abito delle donne del Turkestan. La modifica fu fatta per soddisfare le condizioni indiane».
Zeb-un-Nissa visse in un periodo in cui molti grandi poeti erano all'apice della loro reputazione; per esempio Mawlana Abdul Qader Bedil, Kalim Kashani, Saa'eb Tabrizi e Ghani Kashmiri. C'è una notevole influenza dello stile di Hafez Sherazi sulla poesia di Zeb-un-Nissa. Tuttavia, è considerata uno dei poeti della scuola indiana di poesia in persiano. «Zebunnisa è stata addestrata nello studio serio della dottrina religiosa e in questioni di fede, ed era conosciuta come un'eccellente studiosa in diverse aree accademiche e come figura letteraria di una certa fama. Cantava bene e componeva canzoni; creò molti dei giardini della sua epoca.»
Zeb-un-Nissa scelse "Makhfi" (che significa «Nascosto» in persiano) come suo pseudonimo per firmare le sue poesie. Oltre al suo libro di poesie o raccolta di poesie, chiamato Diwan, che contiene circa 5000 versi, scrisse anche i seguenti libri: Monis-ul-Roh, Zeb-ul Monsha'at e Zeb-ul-Tafasir . In Makhzan-ul Ghaib, l'autore scrive che il libro poetico di Zeb-un-Nissa conteneva 15000 versi.

### Salita al trono di Aurangzeb

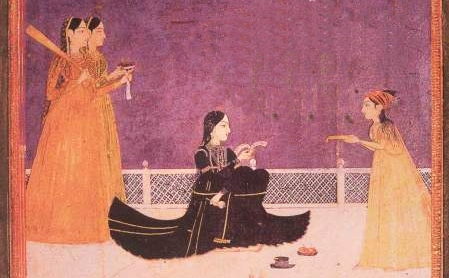
La principessa Zeb-un-Nissa con le sue attendenti.

Quando Aurangzeb divenne imperatore dopo Shah Jahan, Zeb-un-Nissa aveva 21 anni. Aurangzeb scoprì il talento e le capacità di sua figlia e iniziò a discutere con lei gli affari politici del suo impero, ascoltando le sue opinioni. È stato menzionato in alcuni libri che Aurangzeb inviava tutti i principi reali per il ricevimento di Zeb-un-Nisa ogni volta che entrava a corte.

### Vita privata

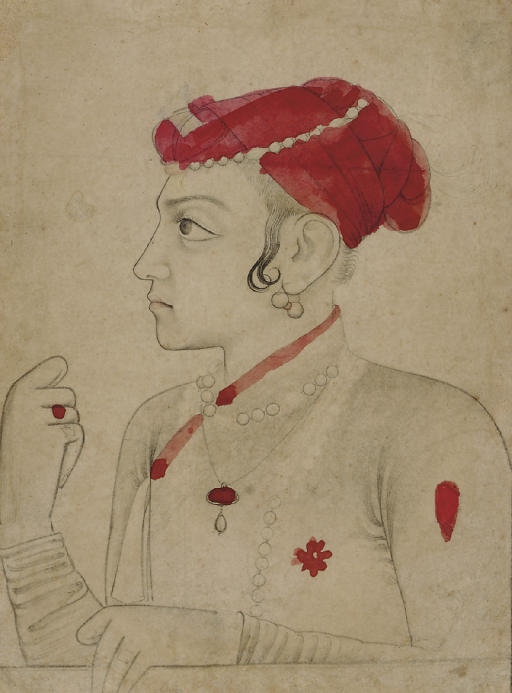
Zeb-un-Nissa era promessa in sposa al suo cugino di primo grado, il principe Sulaiman Shikoh.

Zeb-un-Nissa non si sposò e rimase nubile per tutta la vita, nonostante avesse molti pretendenti. Ciò avvenne anche col sorgere di pettegolezzi speculativi su amanti segreti e incontri di palazzo.
Suo nonno, l'imperatore Shah Jahan, l'aveva promessa in sposa al suo primo cugino, il principe Sulaiman Shikoh, il figlio maggiore di suo zio paterno, il principe ereditario Dara Shikoh. Shah Jahan intendeva che lei diventasse una futura imperatrice mughal poiché Sulaiman era l'erede di Dara Shikoh, che era il successivo in linea per la successione al trono dopo Shah Jahan. Il matrimonio sarebbe stato un connubio perfetto, tuttavia non ebbe luogo, a causa della riluttanza di Aurangzeb, che disprezzava suo fratello maggiore. Anche il re dell'Iran, il figlio di Shah Abbas II, Mirza Farukh, voleva sposarla. Le pervennero anche molte altre proposte, ma pretese che prima della fissazione del matrimonio avrebbe visto i principi.
In alcuni libri è stato scritto che c'era una storia d'amore segreta tra Zeb-un-Nissa e Aqil Khan Razi, poeta e governatore di Lahore. Tuttavia, altri non sono d'accordo con questa ipotesi. Ad esempio, nel suo libro poetico (Diwan), alcuni sostengono che non è possibile trovare un singolo ghazal che supporti questo punto e che tutte le sue poesie sono basate sul concetto sufi dell'Amore di Dio.
Secondo alcune fonti, gli scandali "disumanizzanti" (creati e/o scritti da alcuni stranieri) riguardanti la vita delle signore mogul non erano rari durante l'era post-rinascimentale. Ad esempio, un'affermazione quale «Un sordido episodio della relazione carnale [di Zeb-un-Nissa] con Aqil Khan Razi e la sua morte all'interno di un calderone su un fuoco ardente sotto di esso» ha avuto popolarità. Tuttavia, altre fonti affermano che Razi visse a lungo (come funzionario del governo) e che perì di morte naturale.

### Reclusione e morte

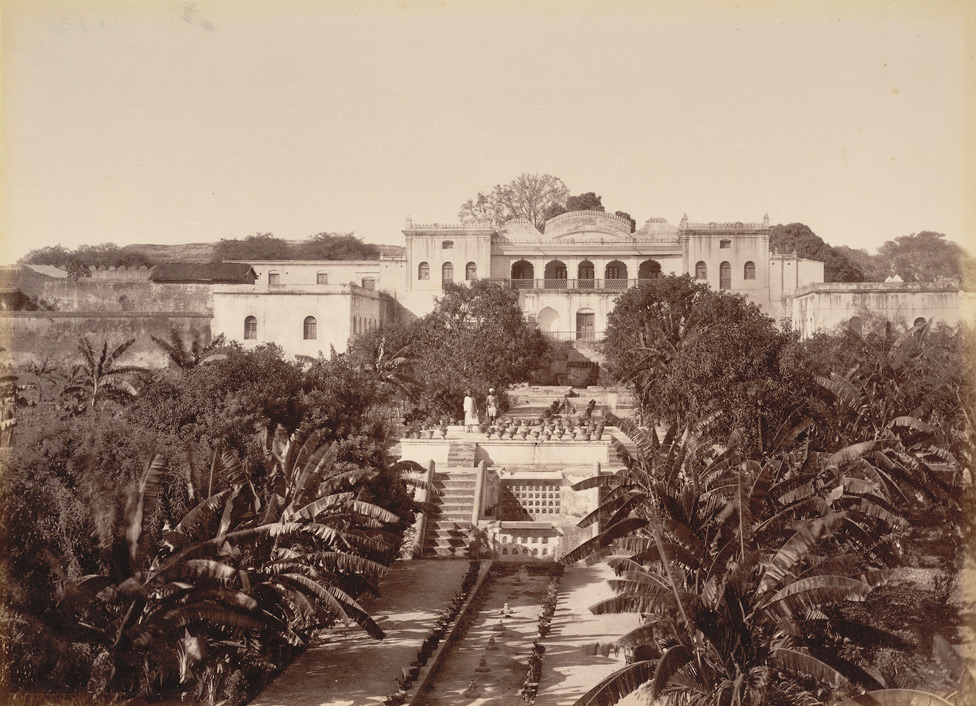
Palazzo di Zeb-un-Nissa, 1880, Aurangabad.

Ci sono più resoconti contrastanti che offrono spiegazioni per le circostanze che alla fine hanno portato alla sua prigionia a Salimgarh Fort, Delhi, ai margini di Shahjahanabad (l'attuale Antica Delhi). Nel 1662, quando Aurangzeb si ammalò e i suoi medici prescrissero un cambio d'ambiente, portò con sé la sua famiglia e la corte a Lahore. A quel tempo Akil Khan, il figlio del suo visir, era governatore di quella città. Nel periodo successivo, Akil Kahn e Zeb-un-Nissa presumibilmente ebbero una relazione breve ma fallita, dopodiché Auranzeb iniziò a diffidare di lei e in seguito la imprigionò.
Altre teorie suggeriscono che fosse imprigionata per il fatto di essere una poetessa e una musicista (entrambi anatemi per il modo di vivere e di pensare austero, più ortodosso e fondamentalista, di Aurangzeb).
Un'altra spiegazione indica la sua corrispondenza con il fratello minore, Muhammad Akbar. Sostenne il giovane principe nell'inevitabile conflitto di successione in corso, e si scoprì che gli aveva scritto durante la ribellione del 1681 d.C. (nel corso della quale aveva pubblicamente accusato Aurangzeb di trasgressioni contro la legge islamica). La sua punizione fu che la sua ricchezza accumulata fosse confiscata, la sua pensione annuale di 4 lakh annullata e lei fu tenuta prigioniera a Salimgarh fino alla sua morte.
Qui, dopo 20 anni di prigionia, Zeb-un-Nissa morì dopo sette giorni di malattia ancora prigioniera a Shahjahanabad mentre Aurangzeb era in viaggio nel Deccan. Fonti contrastanti riportano la data della sua morte alternativamente nel 1701 o nel 1702.

### Sepoltura
La sua tomba si trovava nel giardino dei "Trentamila alberi" (Tees Hazari), fuori dal Kashmiri Darwaza, la porta nord della città. Quando fu creata la linea ferroviaria a Delhi, la sua tomba con la sua lapide incisa fu spostata nel mausoleo di Akbar a Sikandra, Agra. C'è anche una tomba a Nawankot, Lahore, in Pakistan, ma la sua autenticità è dubbia.

## Eredità culturale
Nel 1724, anni dopo la sua morte, i suoi scritti sparsi ed esistenti furono raccolti sotto il nome Diwan-i-Makhfi, letteralmente «il Libro del Nascosto». Conteneva quattrocentoventuno ghazal e diversi rubaʿi. Successivamente, nel 1730 altri ghazal furono aggiunti al manoscritto, anch'esso miniato.
Il suo libro di poesie è stato stampato a Delhi nel 1929 e a Teheran nel 2001. I suoi manoscritti si trovano nella Biblioteca nazionale di Francia, nella biblioteca del British Museum, nella biblioteca dell'Università di Tubinga in Germania e nella biblioteca di Mota in India.
Il giardino che allestiva a Lahore e che è stato chiamato Chauburgi, o "dalle quattro torri", può ancora essere rintracciato da porzioni delle mura e dei cancelli rimanenti.

## Opere
- Zeb-un-nissa, Divan-i Makhf (Persian), Lahore Amrit Press, 1920.
- Zeb-un-nissa e Tr. by Paul Whalley, The Tears of Zebunnisa: Being Excerpts from 'The Divan-I Makhf', W. Thacker & Co., 1913.